# Taifa de Arjona

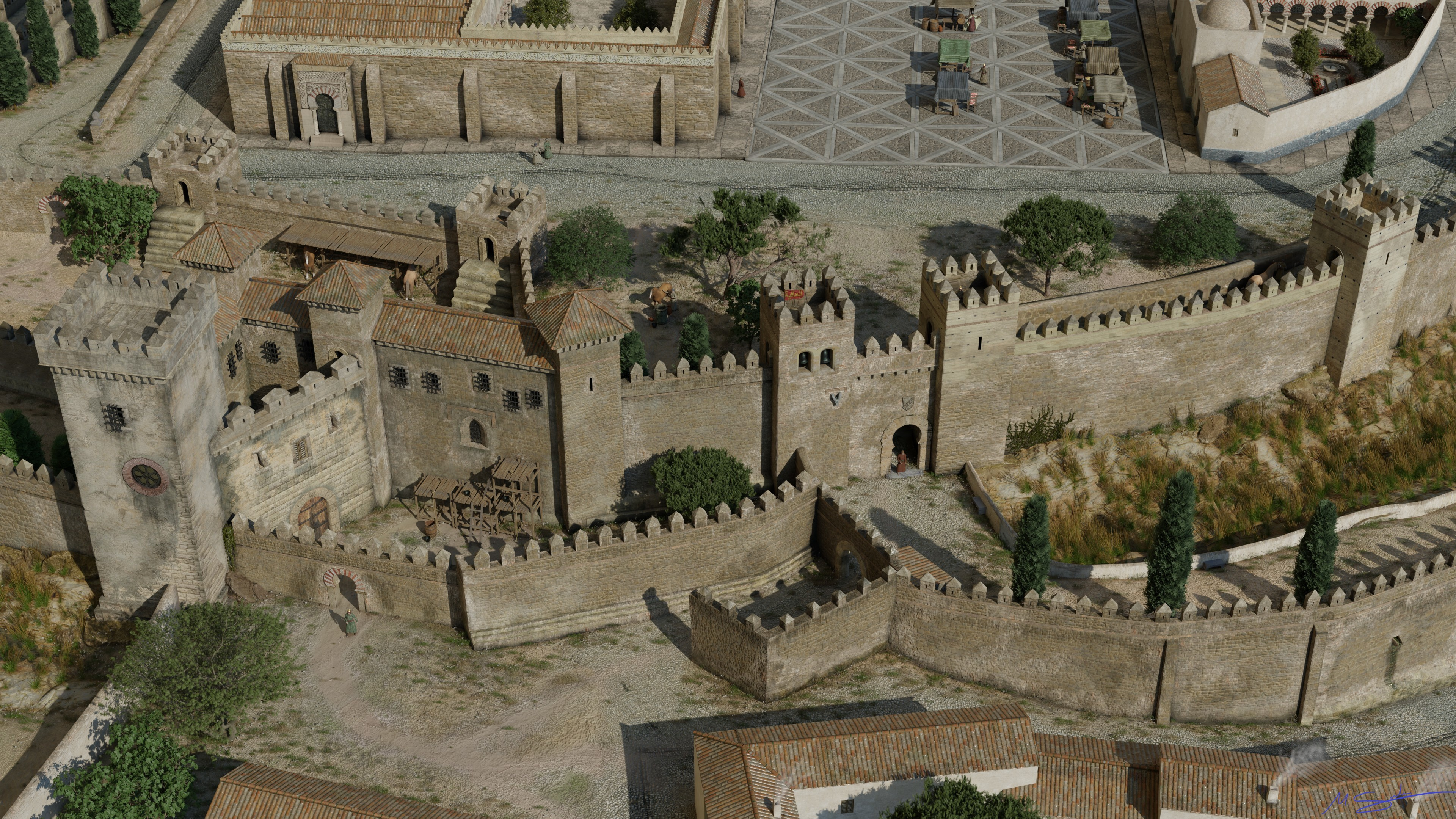
Alcázar de Arjona, año 1232 d. C.

La Taifa de Arjona fue uno de los terceros reinos de taifas de al-Ándalus, existente desde 1232 hasta 1244, en que su territorio se incorporó a los dominios de la corona de Castilla. 
En 1232 el arjonero Alhamar se rebeló contra la taifa de Murcia y se proclamó sultán de Arjona el 16 de julio. Tras una efímera existencia, en 1244 el rey Fernando III de Castilla conquistó Arjona y en 1246 cercó y rindió Jaén, capital del futuro reino de Jaén. 